# UFC 226
UFC 226: Miocic vs. Cormier è stato un evento di arti marziali miste tenuto dalla Ultimate Fighting Championship il 7 luglio 2018 alla T-Mobile Arena di Las Vegas, negli Stati Uniti.

## Risultati
|                                        | Divisione              |                      |                 |                  | Metodo                                      | Round           | Tempo           | Premio          |
| Card Principale                        | Card Principale        | Card Principale      | Card Principale | Card Principale  | Card Principale                             | Card Principale | Card Principale | Card Principale |
| -------------------------------------- | ---------------------- | -------------------- | --------------- | ---------------- | ------------------------------------------- | --------------- | --------------- | --------------- |
| Sfida valida per il titolo di campione | Pesi massimi           | Daniel Cormier (cmm) | batte           | Stipe Miočić (c) | KO tecnico (pugni)                          | 1               | 4:38            | POTN            |
|                                        | Pesi massimi           | Derrick Lewis        | batte           | Francis Ngannou  | Decisione unanime (29-28, 29-28, 30-27)     | 3               | 5:00            |                 |
|                                        | Pesi welter            | Mike Perry           | batte           | Paul Felder      | Decisione non unanime (29-28, 28-29, 29-28) | 3               | 5:00            |                 |
|                                        | Catchweight (71,44 kg) | Anthony Pettis       | batte           | Michael Chiesa   | Sottomissione (armbar triangolo)            | 3               | 5:00            | POTN            |
|                                        | Pesi mediomassimi      | Khalil Rountree      | batte           | Gökhan Saki      | KO tecnico (pugni)                          | 1               | 1:36            | POTN            |
| Card Preliminare (Fox Sports 1)        |                        |                      |                 |                  |                                             |                 |                 |                 |
|                                        | Pesi medi              | Paulo Costa          | batte           | Uriah Hall       | KO tecnico (pugni)                          | 2               | 2:38            | POTN            |
|                                        | Pesi gallo             | Raphael Assunção     | batte           | Rob Font         | Decisione unanime (30-27, 30-27, 30-27)     | 3               | 5:00            |                 |
|                                        | Pesi leggeri           | Drakkar Klose        | batte           | Lando Vannata    | Decisione unanime (30-27, 30-27, 30-27)     | 3               | 5:00            |                 |
|                                        | Pesi welter            | Curtis Millender     | batte           | Max Griffin      | Decisione unanime (29-28, 29-28, 29-28)     | 3               | 5:00            |                 |
| Card Preliminare (UFC Fight Pass)      |                        |                      |                 |                  |                                             |                 |                 |                 |
|                                        | Pesi leggeri           | Dan Hooker           | batte           | Gilbert Burns    | KO (pugni)                                  | 1               | 2:28            |                 |
|                                        | Pesi paglia femminili  | Emily Whitmire       | batte           | Jamie Moyle      | Decisione unanime (29-28, 29-28, 29-28)     | 3               | 5:00            |                 |

## Premi
I lottatori premiati ricevettero un bonus di 50.000 dollari.
Legenda:
- FOTN: Fight of the Night (vengono premiati entrambi gli atleti per il miglior incontro dell'evento)
- POTN: Performance of the Night (viene premiato il vincitore per la migliore performance dell'evento)